# Projekt 205P
Projekt 205P Tarantul (v kódu NATO třída Stenka) je třída torpédových člunů sovětského námořnictva z doby studené války. Trup, pohon a hlavňová výzbroj byli převzaty z raketových člunů Projektu 205 (třída Osa). Čluny byly určeny především k protiponorkovému hlídkování. Celkem bylo postaveno 137 jednotek této třídy. Část jich byla prodána námořnictvům sovětských spojenců. Řada jich je používána v roli hlídkových plavidel nenesoucích torpédomety. Za studené války jich určité množství provozovala pohraniční vojska KGB. Po rozpadu SSSR sovětské čluny získalo ruské námořnictvo a ukrajinské námořnictvo.

## Stavba

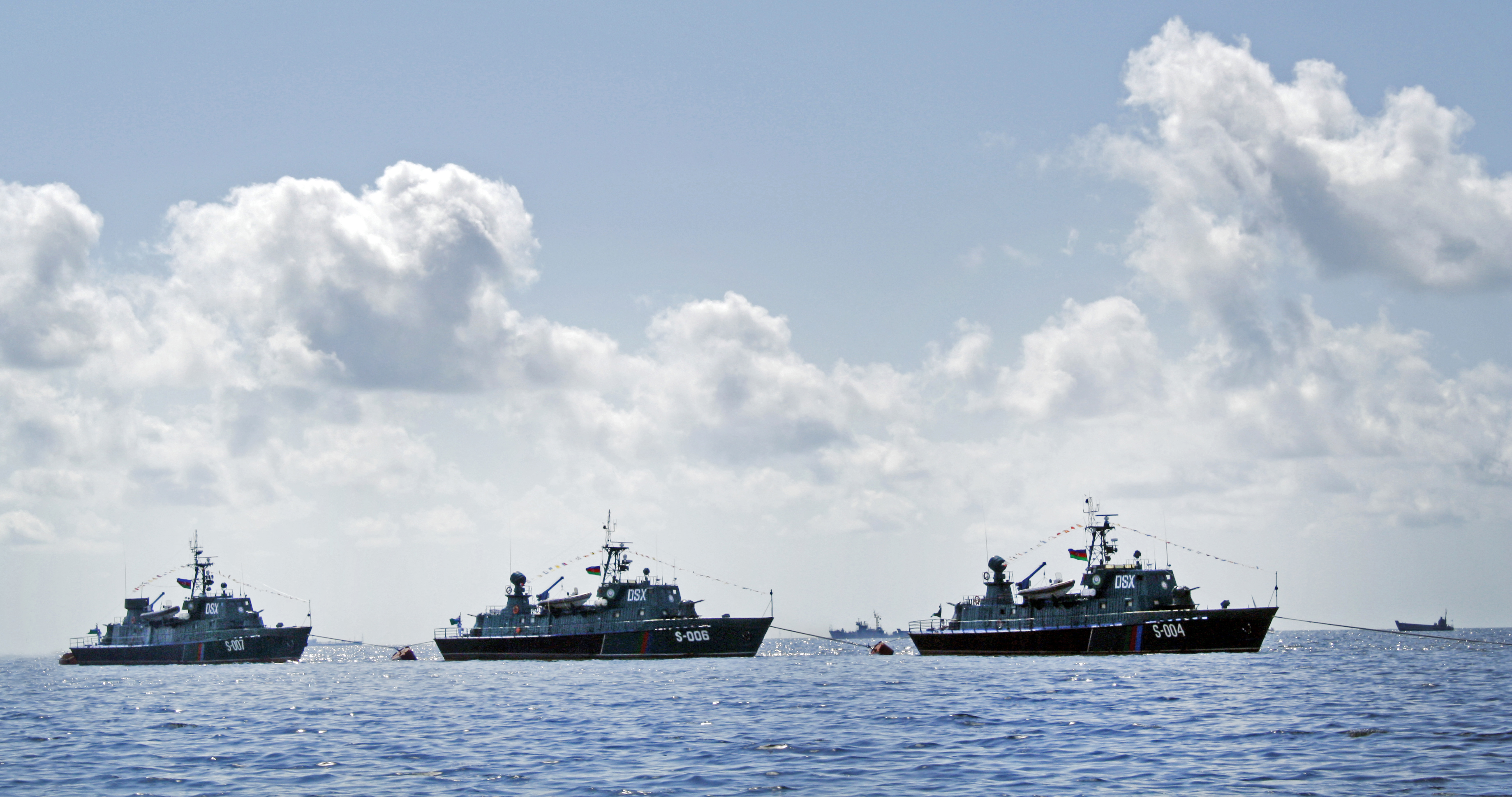
Ázerbájdžánské čluny S-004, S-006 a S-007

Celkem bylo v letech 1967–1989 postaveno 137 člunů této třídy. Z toho 105 hlídkových plavidel projektu 205P postavila v letech 1967–1989 loděnice Primorskij (od roku 1970 Almaz) v Leningradu, 25 plavidel projektu 205P dodala v letech 1968–1976 loděnice ve Vladivostoku a dalších sedm dělových člunů projektu 02059 dodala loděnice Almaz v Leningradu v letech 1984–1987.

## Konstrukce
Trup a pohonný systém byly převzaty z projektu 205 (třída Osa I). Trup byl o 90 centimetrů prodloužen. Plavidla byla vybavena sonary MG-329 Šeksna, MG-11 a MG-7 Braslet. Výzbroj tvořily dva 30mm dvoukanóny AK-230, čtyři 406mm torpédomety pro torpéda SET-40, nebo SET-72 a dvě skluzavky hlubinných pum, kterých bylo neseno dvanáct kusů. Pohonný systém tři diesely M-503G o celkovém výkonu 12 000 hp, roztáčející tři lodní šrouby s pevnými lopatkami. Nejvyšší rychlost dosahovala 34 uzlů.

### Modifikace
Část plavidel projektu 205P poháněly výkonnější diesely M-504B-2 (nebo M-504B-4, M-504M-3) o celkovém výkonu 15 000 hp. S nimi se nejvyšší rychlost zvýšila na 36 uzlů.

## Zahraniční uživatelé
Abcházie

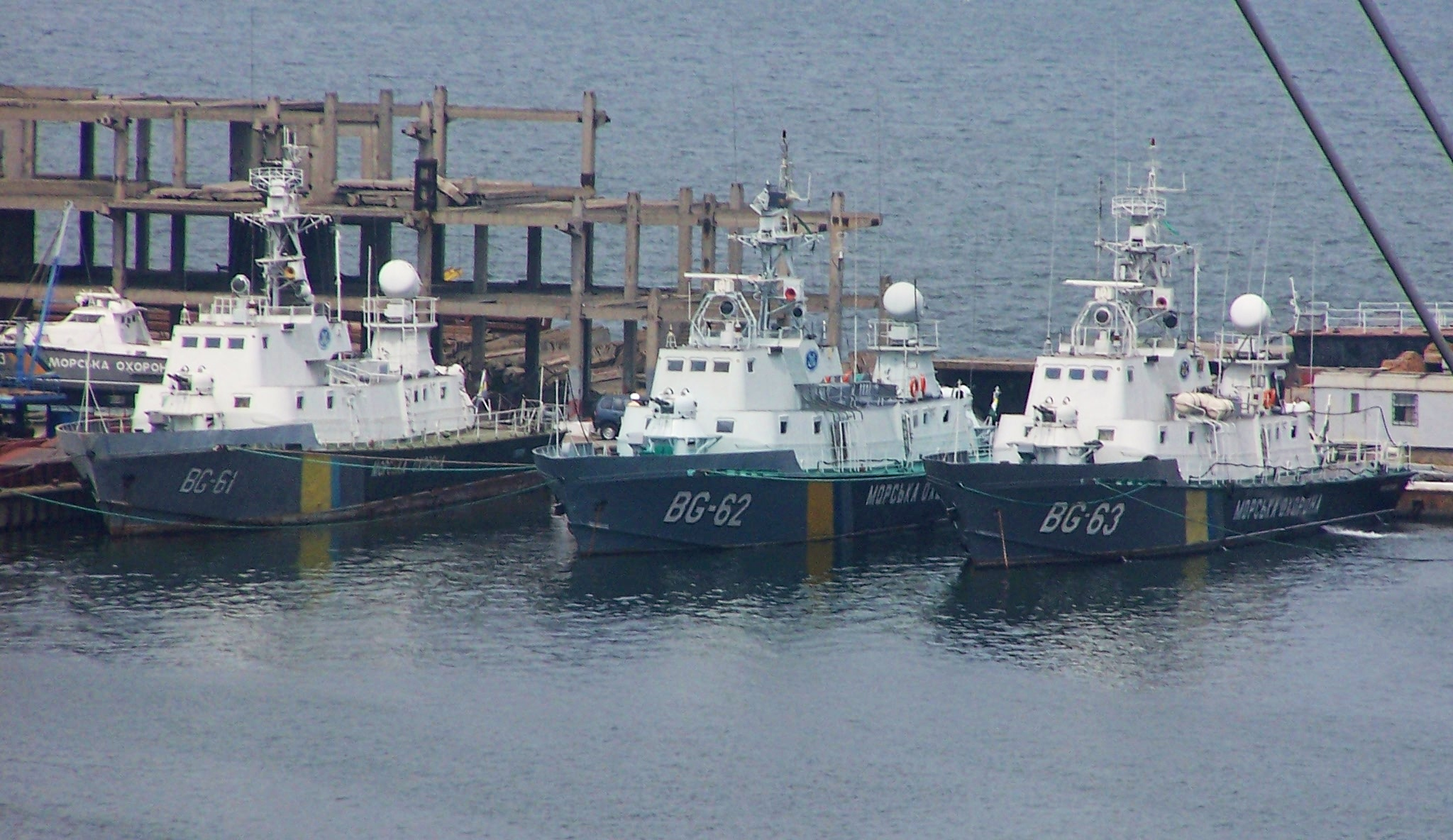
Trojice člunů projektu 205P provozovaných jako hlídkové Ukrajinskou pobřežní stráží

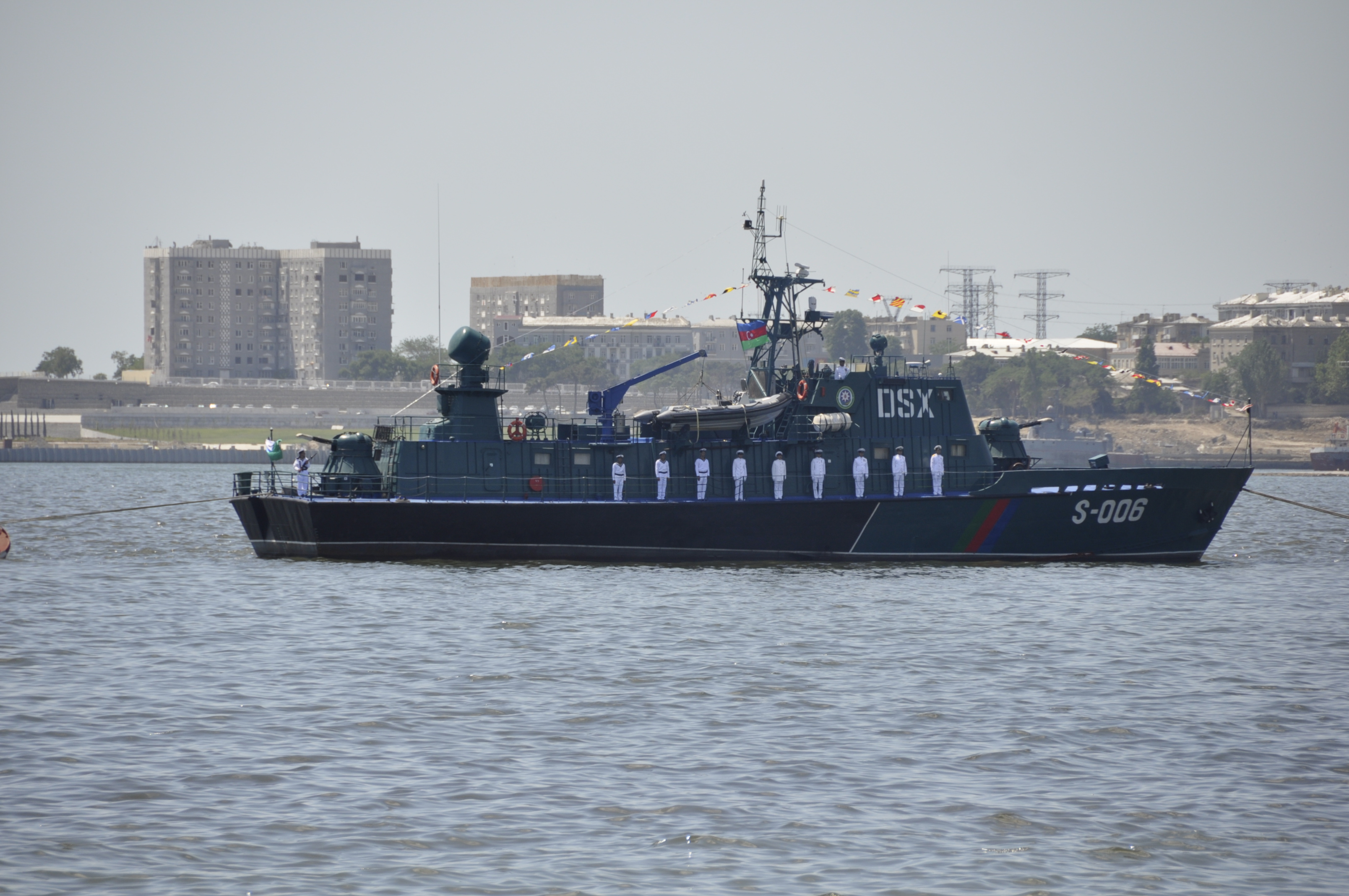
Člun ázerbájdžánské pobřežní stráže S-006

- Námořnictvo – Roku 1993 získalo čluny PSKR-633 a PSKR-634.

 Ázerbájdžán
- Ázerbájdžánská pobřežní stráž – Získala čtyři jednotky. Využívány jako strážní čluny.

 Gruzie
- Gruzínské námořnictvo – Získalo plavidla Batumi (301) a Georgiy Toreli (P-21). Vyřazeny 2006 a 2023.[1]

 Kambodža
- Kambodžské námořnictvo – Získalo čtyři jednotky projektu 02059.[1]

 Kuba
- Kubánské revoluční námořnictvo – Získalo tři jednotky projektu 02059.[1]

 Rusko
- Ruské námořnictvo

 Sovětský svaz
- Sovětské námořnictvo

 Turkmenistán
- Námořnictvo Turkmenistánu – Získal jedno plavidlo projektu 205P.[1]

 Ukrajina
- Ukrajinské námořnictvo – Získalo sedmnáct jednotek.[1]
- Ukrajinská pobřežní stráž – Převzala některá plavidla námořnictva.